# Mussol de Blewitt
El mussol de Blewitt (Athene blewitti; syn: Heteroglaux blewitti) és una espècie d'ocell de la família dels estrígids (Strigidae) Habita la selva humida del centre de l'Índia. El seu estat de conservació es considera en perill d'extinció.

## Taxonomia
Segons el Handook of the Birds of the World i la quarta versió de la BirdLife International Checklist of the birds of the world (Desembre 2019), aquest tàxon seria l'única espècie del gènere Heteroglaux, Tanmateix, altres obres taxonòmiques, com la llista mundial d'ocells del Congrés Ornitològic Internacional (versió 13.1, gener 2023), l'inclouen dins Athene i no reconèixen aquest gènere.